# Saint-Sorlin-en-Valloire
Saint-Sorlin-en-Valloire är en kommun i departementet Drôme i regionen Auvergne-Rhône-Alpes i sydöstra Frankrike. Kommunen ligger i kantonen Le Grand-Serre som tillhör arrondissementet Valence. År 2022 hade Saint-Sorlin-en-Valloire 2 237 invånare.

## Befolkningsutveckling
Antalet invånare i kommunen Saint-Sorlin-en-Valloire
Referens:INSEE